# Plan de crise en cas de pandémie
 (mars 2020).
La mise en forme du texte ne suit pas les recommandations de Wikipédia : il faut le « wikifier ».
Les points d'amélioration suivants sont les cas les plus fréquents. Le détail des points à revoir est peut-être précisé sur la page de discussion.
- Les titres sont pré-formatés par le logiciel. Ils ne sont ni en capitales, ni en gras.
- Le texte ne doit pas être écrit en capitales (les noms de famille non plus), ni en gras, ni en italique, ni en « petit »…
- Le gras n'est utilisé que pour surligner le titre de l'article dans l'introduction, une seule fois.
- L'italique est rarement utilisé : mots en langue étrangère, titres d'œuvres, noms de bateaux, etc.
- Les citations ne sont pas en italique mais en corps de texte normal. Elles sont entourées par des guillemets français : « et ».
- Les listes à puces sont à éviter, des paragraphes rédigés étant largement préférés. Les tableaux sont à réserver à la présentation de données structurées (résultats, etc.).
- Les appels de note de bas de page (petits chiffres en exposant, introduits par l'outil «  Source ») sont à placer entre la fin de phrase et le point final[comme ça].
- Les liens internes (vers d'autres articles de Wikipédia) sont à choisir avec parcimonie. Créez des liens vers des articles approfondissant le sujet. Les termes génériques sans rapport avec le sujet sont à éviter, ainsi que les répétitions de liens vers un même terme.
- Les liens externes sont à placer uniquement dans une section « Liens externes », à la fin de l'article. Ces liens sont à choisir avec parcimonie suivant les règles définies. Si un lien sert de source à l'article, son insertion dans le texte est à faire par les notes de bas de page.
- La présentation des références doit suivre les conventions bibliographiques. Il est recommandé d'utiliser les modèles {{Ouvrage}}, {{Chapitre}}, {{Article}}, {{Lien web}} et/ou {{Bibliographie}}. Le mode d'édition visuel peut mettre en forme automatiquement les références.
- Insérer une infobox (cadre d'informations à droite) n'est pas obligatoire pour parachever la mise en page.

Pour une aide détaillée, merci de consulter Aide:Wikification.
Si vous pensez que ces points ont été résolus, vous pouvez retirer ce bandeau et améliorer la mise en forme d'un autre article.
Un plan de crise en cas de pandémie est l'ensemble des mesures prévues pour diminuer les risques liés à l'apparition d'une pandémie, et visant à assurer, autant que possible, les besoins vitaux de tous. Dans un contexte de mondialisation accélérée propice à un risque accru de diffusion de maladies émergentes, sa définition est devenue une préoccupation partagée par de nombreux acteurs (autorités politiques et sanitaires, certaines entreprises, etc.). En effet l'intégration croissante des réseaux et des flux de biens et de personnes, et la grande accélération des transports (avion et train notamment) laissent craindre des conséquences différentes de celles qu'eurent les pandémies précédentes.
La nature même du risque pandémique, exige des stratégies parfaitement coordonnées de riposte sanitaire : identification et définition du rôle des acteurs et des modalités de communication entre eux, identification et prise de connaissance de l'agent infectieux concerné afin d'en comprendre les modalités d'action et mettre au point des tests ou vaccins, dépistage, mesures de limitation de la diffusion de la maladie telles qu'isolement, quarantaine, comportements-barrière incluant distanciation sociale et confinement communautaire. La planification s'applique des échelles locales à transnationales et planétaires. La gestion de crise doit être réactive, basée sur une analyse de la situation constamment mise à jour, des modélisations prospectives et les retours d'expérience. Si la maladie est nouvelle, il s'agira de ralentir l'épidémie, pour laisser le temps de comprendre le pathogène et ses modes de propagation, de préparer un éventuel vaccin, des médicaments et des stratégies adaptées.
La plupart des maladies pandémiques sont zoonotiques impliquant de prendre en compte leur aspect « animal » ; Par exemple, pour le risque de pandémie de grippe aviaire, l'OIE et la FAO ont réuni un réseau international et pluridisciplinaire d'experts : l'OFFLU (en) dans le cadre de l'approche « Une seule santé » promue par l'ONU.
En 2020, des villes, des régions et des pays (Chine, Italie, France, Espagne...) ont mis en place des mesures de quarantaine et de confinement pour freiner le développement de la pandémie de maladie à coronavirus de 2019-2020. Des plans de crise en cas d'épidémie mis en place par des pays servent de base à la gestion des foyers de Covid-19, la maladie induite par le coronavirus SARS-CoV-2. Tirant le bilan de ces mesures, l'OMS prépare un traité mondial et contraignant sur la coordination internationale en matière de santé publique, pour mieux préparer la réponse du monde, et sa résilience face aux prochaines pandémies.

## Analyse des risques
L'analyse des risques doit alimenter et valider, chemin faisant, la construction de scénarios de crise évolutifs ; elle passe donc par une analyse dynamique de la situation, incluant l'identification des dangers (qui sont les porteurs et vecteurs de virus, animaux et/ou humains ? quels sont les facteurs de risques de transmission virale ?). Par exemple la pandémie de COVID-19 a émergé en Chine juste avant les vacances du Nouvel An lunaire, qui sont en Chine l'évènement familial le plus important, avec de grandes fêtes et plusieurs milliards de voyages individuels (résidents et visiteurs) essentiellement en avion, trains et bus (alors bondés), une situation très propice à une flambée épidémique. La Chine a réagi en interdisant ces fêtes et la plupart des déplacements.
La rapidité de réaction implique une rapidité de détection des cas (porteurs sains et asymptomatiques y compris, tant que possible). On cherche donc à produire des tests rapides, nombreux et peu coûteux. Pour la grippe, en novembre 2006 une MChip ou « puce génétique » (micro-array ou laboratoire sur puce ou Chip on chip) de la taille d'un ongle détectant un segment de gène subissant peu de mutations a été annoncé. S'il était rapidement disponible, il révolutionnerait la lutte contre la grippe, mais sa fabrication industrielle est à maitriser (finalement indisponible durant la crise). 
STMicroelectronics (groupe franco-italien) et le laboratoire Veredus (Singapour) avait annoncé le 19 février 2006 et confirmé, en mars 2008, une micropuce détectant rapidement des principaux types de grippes (A et B, et H5N1) disponible en trois à cinq ans.

## Scénarios de crise
Ils permettent de préparer et tester les moyens humains, matériels, financiers de riposte, de fonctionnement en mode dégradé, et de résilience, selon différentes cas de figure.

## Préparation des plans et moyens de secours

### Plan OMS d'alerte
L'OMS, conformément au règlement sanitaire international, organise la coordination transnationale, dont en diffusant aux organismes nationaux de santé des alertes correspondant à des phases de gravité ; six phases dont la définition a été révisée en 2009 pour faciliter l'intégration de nouvelles recommandations et stratégies dans les plans nationaux de préparation et d’action ; et pour qu’elles soient plus faciles à comprendre, plus précises et basées sur des phénomènes observables.
Ces 6 phases sont présentées ci dessous (avec l'exemple de la pandémie grippale de 2009).
- Les phases 1 à 3 visent la préparation et le développement des moyens d’action et de planification des interventions, en fonction des données récoltées sur le terrain par les acteurs de santé.
- Les phases 4 à 6 indiquent la nécessité d’engager des efforts de riposte contre la pandémie et d’atténuation de ses effets. Les périodes qui suivent la première vague pandémique sont explicitées pour faciliter les activités de remise en état, après la première vague. Cela passe par une large information au public par les médias et les autorités.

Chaque pays adapte le niveau d'alerte en fonction de sa situation sanitaire, et comme précisé par l'article 43 du règlement sanitaire international (RSI), chaque Etat peut aller au-delà des recommandations de l’OMS en exerçant sa souveraineté via des mesures sanitaires supplémentaires, si ces mesures sont conformes à cet article 43 qui a fait l'objet de plusieurs conférences de consensus pour préciser le type de mesure autorisées.
- Phase 1 : Les virus circulent continuellement chez les animaux, en particulier chez les oiseaux. Bien que ces virus puissent théoriquement évoluer en des virus à caractère pandémique, dans cette phase, aucun cas d’infection chez l’homme due à un virus circulant chez les animaux n’a été signalé. 
(Courant avril 2009, le virus grippal A H1N1 a été transmis d'un oiseau à un porc)
- Phase 2 : on sait qu’un virus grippal animal circulant chez des animaux domestiques ou sauvages a provoqué des infections chez l’homme et est de ce fait considéré comme constituant une menace potentielle de pandémie.
(Ce premier cas est extrêmement difficile à retrouver et peut très facilement passer pour un virus grippal normal.)
- Phase 3 : un virus grippal réassorti animal ou humain animal a été à l’origine de cas sporadiques ou de petits groupes de cas de maladie dans la population, mais n’a pas entraîné de transmission interhumaine suffisamment efficace pour maintenir les flambées à l’échelon communautaire. Une transmission interhumaine limitée peut se produire dans certaines circonstances, par exemple lorsqu’il y a un contact étroit entre une personne infectée et un dispensateur de soins non protégé. Toutefois, une transmission limitée dans ces conditions très précises n’indique pas que le virus est parvenu au degré de transmissibilité nécessaire pour provoquer une pandémie chez l’homme.
- Phase 4 : elle se caractérise par la transmission interhumaine vérifiée d’un virus (ici, grippal) réassorti animal ou animal-humain capable de provoquer des «flambées à l’échelon communautaire». L’aptitude du virus à provoquer des flambées durables de la maladie dans une communauté est le signe d’une majoration importante du risque de pandémie. Tout pays qui soupçonne un tel évènement ou qui l’a vérifié, doit de toute urgence consulter l’OMS afin que la situation puisse être évaluée conjointement et que ce pays puisse prendre une décision si la mise en œuvre d’une opération rapide d’endiguement de la pandémie se justifie. La phase 4 indique une majoration importante du risque de pandémie mais ne signifie pas nécessairement qu’une pandémie est inéluctable. 
(En 2009, ces 3 phases ont été activées en succession extrêmement rapide par l'OMS. En l'espace de quelques semaines, ce changement de phase d'alerte a attiré l'attention des médias internationaux sur le Mexique, berceau de l'épidémie)
- Phase 5 : elle se caractérise par une propagation inter-humaine du virus dans au moins deux pays d’une Région de l’OMS. Si la plupart des pays ne sont pas touchés à ce stade, la déclaration de la phase 5 est un signal fort indiquant qu’une pandémie est imminente et qu’il reste peu de temps pour finaliser l’organisation, la diffusion et la mise en œuvre des mesures d’atténuation prévues.
- Phase 6 : dite aussi phase de pandémie, elle se caractérise par des flambées à l’échelon communautaire dans au moins un pays d’une autre Région de l’OMS en plus des critères définis à la phase 5. La déclaration de cette phase indiquera qu’une pandémie mondiale est en cours.
- Phase 7 : Fin de pandémie avec diminution des cas, mais reprise possible par vagues.

Après le pic pandémique, dans la plupart des pays disposant d’une surveillance adéquate, le nombre de cas de la maladie aura chuté au-dessous de celui observé lors du pic. Cette période de décrue d'activité pandémique ne garantie pas l'absence d’autres vagues (les pays doivent se préparer à d'éventuelles autres vagues). Les pandémies ont généralement des vagues d’activité s’étalant sur des mois, et séparées d'intervalles se mesurant en mois ou années. A ce moment, une tâche de communication essentielle consiste à tempérer cette annonce, au profit d'une vigilance conservée ; un signal immédiat de «relâchement» serait prématuré.

### Moyens organisationnels
Des moyens techniques et financiers, du personnel formé sont nécessaires. La gestion s'appuie généralement sur des réseaux de cellules de crise.

Des procédures dérogatoires exceptionnelles sont prévues par les plans de crise (ils ont par exemple en Chine en 2020, permis de construire deux hôpitaux, dont l'un en quelques jours, pour contrecarrer les flambées épidémiques de Wuhan et Hubei).
Les moyens de gestion internationale et transfrontalière posent encore question : Qui doit fournir les vaccins, antiviraux et soins aux malades d’un pays riverain tombé malade hors de son territoire, ou longuement bloqué par une quarantaine en cas de pandémie ? En juin 2006, la question n'était résolue pour aucun pays. La France a annoncé étudier ces cas avec ses voisins. Il y aura « des échanges entre responsables hospitaliers » de France, Belgique, Allemagne et du Luxembourg dès juillet 2006 a annoncé le ministre de la santé. À Paris, le 15 juin 2006, on a appris que la proposition est étendue à l’Italie, la Suisse, l’Espagne qui pourront envoyer des observateurs aux exercices français programmés. Au même moment en Afrique et en Asie les pays commencent aussi, sur les conseils de l'ONU à s'organiser en vastes zones géographiques.
Un cas particulier récemment mis en lumière est celui des grands navires de croisière (qui peuvent embarquer jusqu'à plus de 6 000 personnes). Ainsi le Diamond Princess a été début 2020 le second plus grand foyer mondial de la Pandémie de maladie à coronavirus de 2019-2020 : des centaines de passagers de diverses nationalités y ont été infectés par le coronavirus SARS-CoV-2, certains ayant été placé en quarantaine et pour soins à bord du navire, au Japon, car faute d’un nombre suffisant de lits d’isolement à terre, les malades peu symptomatiques ont du être soignés à bord.
Selon Bwire & Paulo (2020), faute de plans de gestion transnationaux clairs pour le traitement, l'isolement, la quarantaine et l'évacuation des passagers de grands navires de croisière, ces derniers « peuvent être le maillon faible » de la lutte contre une pandémie de ce type.

### Moyens pharmaceutiques
Un plan de crise s'appuie sur la définition préalable d'une politique adaptée pour fournir les médicaments et matériels pharmaceutiques pour lesquels une forte augmentation de la demande est attendue. Après identification des produits concernés et des filières d'approvisionnement possibles, des modalités et délais de fabrication et des besoins anticipés pour une période définie par le plan, cette politique peut s'appuyer sur l'existence de stocks stratégiques et tactiques, sur le recours éventuel à des approvisionnements nationaux ou étrangers, et sur les possibilités de réorientation industrielles en vue de pourvoir aux besoins.
La constitution de ces stocks et les conditions de leur renouvellement doivent avoir été prévus, suivis et éventuellement révisés entre deux pandémies consécutives.
Les stocks stratégiques, généralement nationaux, peuvent éventuellement être envisagés à des niveaux supra-nationaux.
En juin 2006 l'UE ne disposait toujours pas de stock stratégique européen d’antiviraux et à Luxembourg, les ministres de la Santé des 25 n’ont pas su s'entendre pour créer et cogérer un stock partagé d'antiviraux, déplorait le commissaire européen (Márkos Kyprianoú). 5 pays (Allemagne, Suède, Pays-Bas, Portugal, Slovaquie) s'étaient opposés à ce projet, par principe ou par refus de financer ce fonds, réclamant un financement communautaire (non prévu). Ce stock ne devait pourtant pas remplacer les stocks nationaux mais s’y ajouter pour aider rapidement un pays où l’épidémie débuterait (aucun pays n’a assez d’antiviraux pour traiter toute sa population).
En cas de pandémie il faudra rapidement produire, diffuser et utiliser une grande quantité de tests et de vaccins. L’immunothérapie passive des malades, par des anticorps monoclonaux est une des solutions envisagées par les chercheurs qui en 2007 testaient déjà son efficacité sur l'animal, avec des résultats laissant penser que des anticorps monoclonaux d'origine humaine pourraient être produits à partir du sang de patients ayant guéri d'une grippe à H5N1 (ou de convalescents le cas échéants) et contribuer à enrayer une épidémie et à limiter le nombre de morts (en prophylaxie unique, ou comme traitement complémentaire).
Sanofi s'est engagé mi-juin 2008 à offrir (sur 3 ans) 60 millions de vaccins anti-grippe aviaire à l'OMS pour constituer un stock international destiné à aider les pays où apparaîtrait éventuellement une épidémie impliquant ce virus.

### Moyens non pharmaceutiques
Outre les mesures-barrières individuelles classiques, des mesures spécifiques à la gestion des excréta (urine, excréments, vomi...), et des obligations mise en bière sans délai (éventuellement sans rapatriements de cadavres) et sans soins de conservation (thanatopraxie) peuvent être momentanément imposées.

## Veille sanitaire
Une veille pluridisciplinaire, proactive et partagée est un facteur stratégique et crucial contre une pandémie, notamment car certains viroses (grippe par exemple) sons contagieuses 1 à plusieurs jours avant les premiers symptômes ou chez des sujets asymptomatiques ou porteurs sains. Tout foyer de virus hautement pathogène et/ou très contagieux doit être détecté précocement, et faire l'objet de mesures immédiates (quarantaine, traçage des cas, soins…). Les autorités et habitants des zones périphériques doivent être prévenus. Les caractéristiques génomiques du virus sont diffusées dès que possible pour mieux le suivre et préparer un éventuel vaccin.
Cette veille concerne d'abord l'éco-épidémiologie et l'épidémiologie et la virologie, avec des aspects historiques rétrospectifs (ex : pour tirer les leçons de la grippe espagnole), ou prospectifs (pour anticiper sur les besoins de planifications). Elle porte aussi sur l'état et les moyens de préparation, sur le suivi des facteurs de risque ou les aspects sociopsychologiques de la situation.
L'OMS dispose à Genève (Suisse) d'une cellule permanente de veille dotée, traquant les informations, via la presse mondiale souvent plus rapidement réactive que les gouvernements ou autorités locales. Lors du SRAS (2003) et lors des cas de charbon (2001, États-Unis), La presse et la TV ont révélé le problème avant les autorités.
Mi-2006, après 3 ans de négociation, la plupart des États ont décidé de partager leurs informations sur le génome des virus en cause, permettant un meilleur suivi écoépidémiologique et accélérant le développement de vaccins.
La veille peut aussi être citoyenne ; ainsi lors des flambées de grippe aviaire, le grand public (éleveurs, naturalistes et chasseurs notamment) sont invités à prévenir les autorités en cas d'observations de mortalité anormales d'oiseaux.
Suivi des oiseaux :

Pour les grippes aviaires, le commerce des volailles s’est montré être la première source de risque, avant les oiseaux sauvages, mais les oiseaux migrateurs qu'elles peuvent contaminer doivent aussi être surveillés pour prévenir l'apparition de nouveaux foyers. Des aides financières et vétérinaires ont été prévues pour les pays émergents (dont pour former les autorités sanitaires), peu à peu opérationnels. Un suivi satellitaire en temps réel des mouvements migratoires a été proposé par la FAO le 1er juin 2006, mais l’Agence ne disposait pas des 6,8 millions de nécessaires. Le 19 juin 2006, le CIRAD estimait que l’élevage a une responsabilité importante, mais que le rôle des oiseaux sauvages varie selon les contextes et qu’il doit être précisé. Il a donc lancé en septembre 2006 une campagne de prélèvements en Afrique où une dizaine de laboratoires pouvant diagnostiquer le H5N1 devaient être installés contre un seul fin 2005. Le Cirad-Montpellier a évolué pour traiter 400 échantillons/jour ; et il s’intéressera aussi aux mouvements migratoires Est-ouest mal connus, avec Wetlands International et Wildlife Conservation Society, via des oiseaux équipés de balises. En juin 2006, le Canada a annoncé qu'il suivra aussi l'évolution du virus via les variations de ventes de médicaments dans 5 000 pharmacies du pays pour déceler les premiers indices d'une pandémie (c'est une détection trop tardive pour bloquer un pathogène très contagieux, mais c’est une sécurité supplémentaire). En août 2006, les États-Unis ont renforcé leur veille sur les oiseaux migrateurs, dont en Alaska. Outre la volaille, le bétail et quelques animaux sauvages font aussi l’objet de suivis dans certains pays.
Adapter les méthodes de test au suivi épidémiologique humain :

Le 23 août 2006, le CDC américain a mis à jour ses recommandations sur les tests à pratiquer pour le diagnostic d’une personne suspectées de grippe aviaire. Il recommande d'analyser le liquide récupéré par Lavage bronchoalvéolaire (ou LBA) plutôt que l’écouvillonnage nasal ou de la gorge, car contrairement aux virus de la grippe saisonnière, les variants du virus H5N1 HP se développent dans la partie profonde des poumons et semblent n'être que peu présent dans la partie supérieure des poumons, dans la bouche ou le nez. Cela permet aussi de détecter d’éventuels microbes facteurs de surinfections (éventuellement à risque nosocomial) .
L'épisode turc et certains cas indonésiens ont montré que des laboratoires inexpérimentés pouvaient ne pas détecter tous les cas humains ou animaux de H5N1. Il est donc recommandé dans les zones nouvellement infectées de vérifier les cas douteux de tests négatifs par de nouveaux tests. En Indonésie, 3 malades sur 8 porteurs du H5N1 n'ont développé que des signes bénins. Ils n'ont été détectés que quand les chercheurs ont fait des analyses systématiques autour des patients gravement malades. Un partage précoce des données sur les symptômes et sur l'évolution de la maladie permet de mieux détecter les mutations du virus, ou des résistances ou vulnérabilités naturelles de la population. Fukuda de l'OMS plaide même pour un questionnaire uniformisé (novembre 2006).

## Recommandations de l'ONU
Elles proviennent de l'OMS concernant la santé humaine et de la FAO et l'OIE concernant les aspects vétérinaires. La spécificité des épidémies zoologiques (ex : grippe aviaire, SRAS, MERS, SARS-CoV-2) fait que ces 2 aspects doivent être traités de manière coordonnée dans une approche One Health, l'animal pouvant contaminer l'homme et inversement.
Recommandations OMS :
L'OMS offre sur son site internet de nombreuses ressources pour comprendre la grippe aviaire et ses enjeux sanitaires. Elle recommande aux pays de faire un plan de préparation à une éventuelle pandémie, incluant des mesures barrières contre le virus et une stratégie vaccinale et médicamenteuse. Il est recommandé de faire des exercices pour préparer le travail des cellules de crise,, valider ces plans nationaux, les coordonner avec les pays voisins y compris aux échelles supra-nationales. Les entreprises et les individus devraient aussi se préparer.
Recommandations FAO et OIE(rédigée à Rome le 5 juillet 2006, à la suite de la rencontre scientifique internationale sur la grippe aviaire chez les oiseaux sauvages de Rome les 30 et 31 mai 2006.)
- de surveiller les oiseaux apparent sains autour de foyers de H5N1 afin de vérifier s’ils sont capables de résister au virus (porteurs asymptomatiques) ou s’ils peuvent migrer en étant malade et transporter le virus, sur de petites distances, ou d’oiseau en oiseau au fur et à mesure de la migration. Il se pourrait que des oiseaux soient contaminants avant de développer une immunité.
- de tenter de détecter d’éventuelles espèces-relais susceptibles de faire « un pont de contagion » entre oiseaux domestiques et migrateurs sauvages.
- de vérifier que certaines espèces sauvages non migratrices telles que pies, corbeaux, corneilles, ou encore moineau friquet (Passer montanus) qui fréquentent éventuellement les poulaillers ne soient pas des réservoirs permettant au virus de passer l’hiver dans les zones froides ;

Si de telles espèces-relais porteuses asymptomatiques existaient, la mort massive d’oiseaux migrateurs aurait été mal interprétée. Elle ne signifierait pas que ces oiseaux soient porteurs de la zoonose, mais qu’ils en sont de simples victimes.
Là où il y a déjà eu un foyer, le virus pourrait aussi passer l’hiver chez des volailles (immunisées ? vaccinées ?) ou dans le sol ou l’eau froide (ou chez d’autres espèces aquatiques – escargots par exemple - car leur mucus est riche en acide sialique, la cible du virus).

## Mise en place de l'organisation de crise
Tirant parti des retours d'expérience de nombreux pays, dont la Chine (zone à haut risque d'émergence de pandémies) a depuis 2003 fortement amélioré sa préparation, le dépistage de la maladie et le nombre de lit, mais aucun pays ne peut s'estimer pleinement prêt.
La Thaïlande, la Chine, et le Viêt Nam en étaient à renforcer leurs futures capacités à planifier leur préparation. Le Cambodge et le Laos étaient assez démunis. Pourtant les pays « pauvres en ressources » ont une expérience réelle, et certains prennent en compte certaines questions en grande partie négligées par la plupart des plans européens. La Thaïlande a par exemple organisé (août… ?) la mobilisation de 800 000 personnes pour faire de la sensibilisation en porte-à-porte. Saurait-on faire de même dans les pays riches ?
D'autres pays (dont ceux n’ayant pas de plans) pourraient tirer bénéfice de l'analyse forces- faiblesses des plans élaborés en Asie et en Europe.
Les agences de l'ONU (OMS, FAO, OIE) encouragent la coopération.
Ainsi, en 2006, les deux principales bases de données mondiales collectant les séquençages des virus grippaux ont été ouvertes à tous les chercheurs pour une grande partie de leurs données sur la grippe, et à titre d'exemple, mardi 22 août 2006 : Japon et Chine, dont les relations diplomatiques étaient tendues vont mettre en commun des informations et des scientifiques pour mieux se préparer, via un accord entre l'Institut national japonais des maladies infectieuses, et le Centre chinois de prévention et de contrôle des maladies.

## Besoins et ressources
Besoins humains et financiers : Des progrès ont été faits, mais 1,3 milliard de dollars (990 millions d'euros), sont encore au minimum nécessaire pour 2007-2010 selon le coordinateur de l'ONU mercredi 29 novembre 2006.
Cartographie du risque : Plusieurs articles signalent que Google Earth est utilisé aux États-Unis par les scientifiques pour suivre l’évolution de la grippe avec des SIG (Système d'information géographique) utiles pour créer par ex des zones tampons ou mesurer le risque lié à la proximité d’élevages industriels, de zones d'épandage, d'abattoirs, d'oiseaux migrateurs réputés sensibles, ou encore pour repérer les églises, écoles, lieux de rassemblements ou axes de communications proches.
Les images les plus précises sont pour la plupart sur les pays riches, les zones tropicales étant mal couvertes, avec des photos plus souvent couvertes par des nuages.
Plusieurs experts ont suggéré une coopération des SIG, mais leurs données étant souvent pour partie juridiquement protégées, les coopérations semblent difficiles, alors que Google earth est au moins accessible à tout le monde.
Dans ce cadre, la cartographie des corridors biologiques qui inclut la cartographie des corridors de migration aviaire, pourrait aider à cibler et prioriser les actions concernant les oiseaux sauvages et le risque qu'ils soient infectés par des élevages, par l'Homme, ou inversement. Un réseau de chercheurs prépare un suivi par satellite des migrations pour 2007.
Des laboratoires P3 mobiles : « Si nous voulons être capables de réagir de façon encore plus efficace, il faut pouvoir déplacer un certain nombre de laboratoires » Xavier Bertrand va demander aux spécialistes français quel en serait le coût pour envisager les conditions d'une mutualisation européenne. Si nous développons les capacités de recherche, nous ferons gagner un temps précieux à l'industrie qui produira le vaccin pandémique » (X. Bertrand, Assemblée nationale, 29 novembre 2005, qui précisait qu’au moment où il parlait il y avait 74 foyers épizootiques reconnus dans neuf provinces chinoises dans un pays ne disposant pas de laboratoire P4, ni de laboratoire P3 dans les provinces rurales.).
En 2006, l'Europe commence à se doter d'un CDC (Center for Disease Control and Prevention) inspiré de ceux qui existent aux États-Unis, et qui veut pouvoir disposer de moyens de suivi satellitaire/cartographique de l'épidémie.
Gestion des déchets : les épidémies et pandémies sont sources d'une augmentation brutale et parfois diffuse des quantités de déchet médicaux, hospitaliers, de laboratoires et à risque sanitaire (y compris dans les déchets ménagers); Ils exigent une gestion spécifique. En France, les régions doivent maintenant (2019-2010) intégrer un volet "« déchets de situation exceptionnelle »" dans leurs plans de gestion et de prévention des déchets dits PRPGD).

## Coopération internationale
Elle est indispensable, tant pour les aspects vétérinaire qu'humain, car en situation de crise épidémique, un seul pays peut devenir maillon faible à l'origine d'une pandémie. La préparation et la riposte à une pandémie reposent sur une chaine d'acteurs dont tous les maillons doivent être solides. La coopération est donc l'intérêt bien compris de tous soulignait Emanuel Hirsch en 2009 note qu'il n'existe pas dans le cas de la grippe de mouvements de malades et que la population elle-même n'a généralement pas été directement sollicitée pour préparer des réponses au risque pandémique.
Bloquer le virus à sa source serait l'action la plus efficace, ce qui implique une coordination rapide et des moyens (tests, vaccins et médicaments partagés). En 2005 l'OMS, de l'OIE et de la FAO ont dans cet esprit préparé la conférence de pékin (janvier 2006) où les bailleurs internationaux ont promis 1,9 milliard de dollars, mais mi-août 2006, la FAO n’avait reçu que 67,6 millions de dollars et était en attente de plus de 50 autres millions promis. Elle en avait déboursé 32,5 millions.
Cette même année , Richard Coker et Sandra Mounier-Jack  estimaient que les pays d'Asie ou d’Afrique ne pourraient pas combattre seuls un début de pandémie. Ils soulignent la disproportion entre les moyens et niveaux de préparation des pays riches par rapport aux pays pauvres. Les riches ont de puissant moyens vétérinaires et sanitaires (à ne pas surestimer toutefois). Ils ont l'essentiel des stocks de Tamiflu, qui pourrait d’abord être nécessaire aux pays pauvres. Selon eux, en août 2006, si l’Europe disposait de plans homogènes, les pays asiatiques avaient des niveaux très inégaux de préparation à une pandémie, Hong Kong, l'Australie et la Nouvelle-Zélande étant les mieux préparés, avec des plans rivalisant avec les meilleurs plans occidentaux, dont européens. Les petits pays et principautés doivent aussi se préparer, et ne pas uniquement compter sur leurs voisins. Simulations et «crash tests» sanitaires sont un des moyens de se préparer.
Asie :
APEC (Forum de coopération économique d'Asie-Pacifique) : Les 21 membres de l’APEC testent leur système de communication d’urgence.
Mercredi 7 juin 2006 ; une simulation de pandémie grippale réuni Viêt Nam, Chili, Indonésie, Japon, République de Corée, Malaisie, Chine et Taïwan pour un exercice collective de partage de leurs informations notamment via des téléphones rouges reliés à un Centre de coordination (basé à Singapour). L'OMS a simulé une phase de transmission interhumaine à cette occasion pour aider ces pays à apprendre à adapter leurs réactions à l’évolution d’une épidémie sur place et dans les pays voisins, et à informer en retour ces pays de leurs actions. Selon l’agence vietnamienne AVI et Neil Head (directeur de ce projet), ces 26 heures d’exercice de simulation de gestion d'urgence ont été un succès.
Les 21 membres du Forum de l'APEC se verront à Singapour en août 2006 pour discuter d'un plan d'urgence, sur la base des conclusions de l'exercice, avant un rapport examiné par la réunion ministérielle de novembre 2006. Les états non membres de l'APEC en Asie et Pacifique pourront aussi profiter des résultats de l’exercice.
Mercredi 21 juin 2006 : 1re réunion des ministres de la Santé de la Chine et de l'Association des nations de l'Asie du Sud-Est (ASEAN) à Rangoon : promouvoir la coopération Chine – ASEAN en matière sanitaire ( VIH/SIDA, grippe aviaire et autres maladies infectieuses émergentes (EID), en matière de médecine traditionnelle et pour rendre opérationnel un Fonds de santé publique ASEAN-Chine. Cette réunion fait suite à la huitième rencontre des ministres de la Santé de l'ASEAN et à la seconde réunion des ministres de la Santé ASEAN+3 (la Chine, le Japon, la Corée du Sud) respectivement mercredi 20 juin 2006 et jeudi 21 juin 2006 matin.
Début novembre 2008, trois grands pays asiatiques (Chine, Japon et République de Corée) ont coadopté à Beijing un plan d'action commun contre une éventuelle pandémie grippale. Ces 3 pays doivent notamment chacun créer une agence de liaison permanente avec les autres pays en cas d'éruption de grippe ou de grippe aviaire.

## Plans de crise par pays

### Pandémie à virusH5N1

#### États-Unis
Aux États-Unis, le CIDRAP a listé les liens pointant vers les ressources nationales mises en lignes par 193 pays (au 21 août 2006) pour la préparation à une pandémie grippale
De ces documents ou de leurs versions provisoires, il ressort que de nombreux sites Internet et plans nationaux sont riches en informations générales, mais assez pauvres en informations précises utiles à la préparation individuelle. Ils sont souvent redondants entre eux pour certains aspects (présentation de la maladie, et du risque) et très différents pour d'autres (types d'acteurs responsables ou associés et moyens ou calendriers de mise en place). De réels efforts de pédagogie et de clarté y sont notables, mais les scénarios qui justifient ces plans, leurs étapes ou leurs variantes ne sont pas toujours clairs ni présentés.
Rares sont ceux qui ont été étayés par des exercices et tests en grandeur nature. Et quand il y a eu des exercices, les comptes rendus précis sont rarement accessibles.
Les plans fournissent généralement une explication claire des stratégies nationales et de certains protocoles (dont médicaux), quelques conseils très généraux concernant la volaille, l'hygiène, les précautions à prendre pour les voyageurs, mais peu de conseils concrets sur la préparation individuelle ou la préparation des entreprises, des écoles, des administrations ou de communautés, d'institution religieuses et d'associations ; seuls les États-Unis ont depuis 2005 diffusé une large palette de tels documents (dont sous forme de check-list), pratiques mais qui restent assez généraux ; par exemple il est conseillé de faire des provisions, de prévoir des désinfectants, des produits de premiers secours, mais on ne précise pas lesquels ni en quelle quantité et comment se prémunir d'éventuelles ruptures de fourniture d'énergie, cas qu'évoquent tous les scénarios). De même demande-t-on aux entreprises de préparer des plans de continuité ou de fonctionnement en mode dégradé. Depuis 2005/2009 en leur fournissant des conseils de plus en plus précis.
Les aspects psychosociaux et ce qu'on pourrait appeler la gestion de la mort n'y sont pas toujours explicitement abordés, ou le sont pudiquement, bien que l'histoire des pandémies ait montré qu'il s'agit d'un aspect important de la bonne gestion ce type de gestion de crise.
Curieusement en 2006 (hormis dans une certaine mesure pour la Formation médicale continue en temps de risque avéré de crise pandémique imminente), les formations médicales et vétérinaires, pas plus que les écoles d'agriculture ou les formations d'écologues n'avaient généralement pas encore été chargées de développer la formation sur le thème de la grippe aviaire, bien que les plans prévoient souvent d'appeler en renfort les étudiants du secteur médical et des soins, et bien que les experts estimaient que le besoin de formation (ex en pneumologie et réanimation, mais aussi en diagnostic et soins vétérinaire) était énorme, et qu'il tait vital d'y répondre vite.
Les plans ne donnent que peu d’informations précises ou de conseils, par exemple pour la préparation individuelle, celle des entreprises ou sur la manière de soigner un malade touché par un virus hautement pathogène à la maison, alors que presque tous ces plans visent à ne pas engorger les systèmes de soins en encourageant le soin à domicile pour les cas les moins graves.
De nombreux pays proposent (en 2006 : en téléchargement, ou sur demande avec frais de port parfois, ou par téléphone (n° payant) des affiches, des informations, des guides et dépliants (souvent en format PDF et parfois en plusieurs langues), voire des films ou des séquences audio (très simples, du type des messages diffusés par les radios ou télévisions à la demande des états). Beaucoup de pays asiatiques donnent aussi de l'information en anglais. Quelques pays ont des documents plus poussés destinés aux soignants ou personnes en contact avec les oiseaux ou volailles. De rares pays ont un système de veille qui associe fortement la population ou de nombreux acteurs chargés d'avertir les autorités en cas de suspicion d'oiseaux malades ou de cas humains. Souvent ce sont des médecins, des praticiens hospitaliers et parfois des pharmaciens, spécialement formés qui jouent le rôle de sentinelles.
Les plans vétérinaires : En 2005-2011, parfois très élaborés, ils sont souvent plus discrets (non mis en ligne) et généralement totalement distincts des plans d'action et de veille sanitaire humaine. Ils ciblent surtout la volaille et parfois les porcs voire les chats et chiens et bien entendu les oiseaux migrateurs. Rares sont les pays qui ont planifié des actions sur d'autres mammifères que l'homme et le porc. La transversalité entre les ministères compétents pour les questions de santé, d'environnement et d'agriculture n'est pas toujours explicitement définie ou améliorée, malgré les recommandations de l'ONU et de nombreux experts.
Dans certains pays le plan national n'est pas entièrement public (aspects classés confidentiel-défense, par exemple) ou - bien que très informatif - il est très peu connu du public et des responsables.
Aspects éthiques : Un certain nombre d'états dont le Canada (déjà confronté au problème du SRAS) et la France (pressée par le CNRS qui a pris l'initiative d'une plate-forme de réflexion), envisagent un travail approfondi sur certains aspects éthiques du risque pandémique et de la préparation individuelle et collective à une éventuelle pandémie grippale (de type grippe aviaire ou H1N1
À un niveau supranational, l'Europe et l'APEC suscitent et fédèrent des exercices et incitent à plus de coordination. Beaucoup d'États ont pris des initiatives de collaboration multinationales, généralement avec leurs voisins ou des pays dont ils partagent la langue ou la culture.
Les problèmes de budget sont rarement évoqués par les plans nationaux.
En 2006, quelques publications scientifiques ont publié de premiers travaux d'évaluations à l'échelle de régions ou d'études comparées de plans nationaux. Comme Richard Coker et Sandra Mounier-Jack (London School of Hygiene & Tropical Medicine LSHTM) dans leur article du 22 août 2006 publié par le journal The Lancet, ils estiment généralement que ces plans doivent être testés par des exercices impliquant réellement les acteurs, et que le défi de la coopération et de la solidarité internationale est à relever. On a beaucoup avancé depuis 3 ans, mais le virus gagne encore du terrain, et la préparation doit encore être très améliorée et partagée par tous les maillons de la chaine possible de contamination, c’est-à-dire par tous, individuellement et collectivement.
Double difficulté : Ceux qui préparent ces plans doivent planifier des solutions fiables et assez concrètes pour être très rapidement mises en place, mais assez souples pour couvrir le champ des incertitudes ; En effet, la date et le lieu d'émergence du virus pandémique sont inconnues et imprévisibles, de même que ses caractéristiques de virulence, ainsi que le nombre de vagues et leurs durées ou la possibilité d'apparition de résistances aux antiviraux ou de nouvelle mutation, etc.

### Europe

#### Union européenne
Responsabilité partagée entre l'homme et l'oiseau pour le transport du virus  ; Le 1er juin 2006, La Commission européenne et l’OMS commentent le suivi la grippe aviaire chez les oiseaux sauvages dans l'UE depuis 10 mois : ces données ont été présentées à la conférence scientifique internationale sur l'influenza aviaire et les oiseaux sauvages organisée par la FAO et l'OIE à Rome (mais pour février-mai 2006, le dépouillement n’est pas terminé).
Près de 60 000 oiseaux sauvages ont été testés dans l’UE (contre 39 000 en juillet 2005-janvier 2006) ; soit +/- 100 000 tests de dépistage du H5N1 en 10 mois.
En 4 mois à partir de février 2006, plus de 741 oiseaux sauvages infectés par la «souche asiatique» du H5N1 ont été confirmés dans 13 des 25 États membres (Grèce, l'Italie, la Slovénie, la Hongrie, l'Autriche, l'Allemagne, la France, la Slovaquie, la Suède, la Pologne, le Danemark, la République tchèque et le Royaume-Uni), avec un net recul ensuite dans la faune sauvage en dépit de l’épizootie chez les volailles en Roumanie. M. Markos Kyprianou (Commission chargée de la santé et de la protection des consommateurs) estime alors qu’il ne néanmoins faut pas baisser la garde pour de longs mois encore.
Quatre élevages ont été touchés dans l’UE, où le virus a été rapidement éradiqués. Le fait que la Roumanie et la Turquie aient été bien plus touchées semble indiquer que les bonnes pratiques de l’industrie et les pratiques sanitaires y soient moins respectées.
On explique mal l’énorme différence du nombre de cas chez les oiseaux sauvages selon la géographie (326 cas pour la seule Allemagne, contre un seul cas au Royaume-Uni, un des pays les plus riches en oiseaux sauvages).
Le pic en nombre de cas détectés par mois a été atteint en mars avec 362 cas (contre 200 cas en février), une chute étant observée en avril (162 cas) et en mai (17 cas à la date du 21 mai - voir graphique no 2). Les oiseaux sauvages les plus fréquemment touchés sont les cygnes (voir graphique no 3), qui représentent 62,8 % du total, suivis par les canards (16,3 %), les oies (4,5 %), les rapaces (3,9 % ) et les autres espèces (13 %).
- Coût : 2,9 millions d'euros de cofinancement aux états-membres pour juillet 2005-décembre 2006.
- Le Comité permanent de la chaîne alimentaire et de la santé animale a aussi publié des lignes directrices sur le renforcement de la surveillance de la grippe aviaire chez les oiseaux sauvages.

Le débat sur la vaccination se poursuit.
L’UE soutiendra finalement le commerce de la volaille.
21 juin 2006 : à la suite d'une demande de 14 États (République tchèque, Allemagne, Grèce, Espagne, France, Irlande, Italie, Chypre, Hongrie, Pays-Bas, Autriche, Pologne, Portugal, Slovaquie), le comité de gestion des œufs et de la viande de volaille approuve une proposition de la Commission de cofinancement par le budget de l'UE ; à hauteur de 50 %, essentiellement pour des mesures « en amont » visant à réduire temporairement la production et avec un plafond par unité détruite et un nombre maximal d'unités par État membre, pour une période max pour chaque mesure.
Il n’y aura pas de mesures « en aval » (de type aide au stockage privé ou destruction de stocks de viande).
Coût : 50 et 65 millions € pour l’UE.
Mesures éligibles :
- destruction ou transformation des œufs à couver ;
- euthanasie des poussins (de poule, pintade, cane, dinde et oie) ;
- abattage précoce de certains troupeaux de reproduction ;
- extension des périodes de non-production temporaire au-delà de 3 semaines ;
- réduction volontaire de la production par la réduction de la mise en place des poussins ;
- L'abattage précoce de poules pondeuses.
- Le plan britannique de prévention d'une pandémie de grippe[17]
- Les mesures du gouvernement suisse[18]
- Le plan français[19]

Coopération transfrontalière autour de la France
Le gouvernement le 9 juin 2006 décide, sur initiative du Luxembourg avec les gouvernements français, belge, allemand de mettre en place un groupe de travail chargé d’analyser les aspects transfrontaliers d’une éventuelle pandémie de grippe aviaire, pour améliorer la coopération (circulation des personnes, accès aux soins et aux médicaments, communication entre les cellules gouvernementales avec le public).

#### France
La crise H5-N1 de 2005/2009 a poussé la France à produire un plan national de prévention et de lutte « Pandémie grippale », mis à jour en 2009 puis en 2011.
En août 2006, l’INRS (Institut national de recherche et de sécurité) publie un dossier : Influenza aviaire, grippe aviaire et menace de pandémie : un nouvel enjeu en santé au travail (référence INRS : TC 107), no 106 de la revue Documents pour le médecin du travail juin 2006.
L'INRS y aborde l’exposition professionnelle à la grippe aviaire (pour les travailleurs au contact des oiseaux, des volailles ou pour les personnels de laboratoire) et les mesures de prévention à envisager pour chaque situation particulière. Il y dresse aussi les grandes lignes d’une gestion de crise, en entreprise, en cas de pandémie et résume les recommandations à destination des établissements de santé.
Le document recommande pour le volet santé au travail
- identification des postes et activités à risque,
- évaluation des besoins en matériels de protection et modalités de stockage,
- dispositions et consignes face aux risques de propagation de la maladie à l'intérieur de l’entreprise,
- organisation de la prise en charge des éventuels malades,
- organisation des déplacements obligés en dehors de l'entreprise et mise en place d'une formation spécifique si nécessaire, en particulier pour le port d'appareils de protection respiratoire.

Selon la taille de l'entreprise, le CHSCT, le CE (comité d'entreprise) ou les délégués du personnel sont associés à la préparation des actions à mettre en place en situation de pandémie (…). Les médecins du travail ont un rôle à jouer tant vis-à-vis du risque de grippe aviaire en milieu professionnel que dans la préparation d'un plan de fonctionnement en mode dégradé pour chacune des entreprises dont ils ont la charge en cas de pandémie.
Le Pr Jean-Philippe Derenne insiste à nouveau sur la sensibilisation, citant l’exemple de l’Égypte ; le H5N1 y a touché 17 gouvernorats sur 26, avec 14 cas humains dont six décès, mais le gouvernement a pris la situation au sérieux. On a ainsi montré comme un exemple dans tous les médias cette femme qui, voyant que son enfant présentait les mêmes symptômes que les volailles malades, s’est démenée pour le faire hospitaliser dix heures plus tard à l’hôpital du Caire. On a pu sauver l’enfant avec un antiviral, le Tamiflu, qui doit être administré dans les 48 h suivant l’infection. Elle avait compris qu’il fallait agir vite. Tous les malades turcs et égyptiens qui ont reçu du Tamiflu précocement ont été sauvés (les autres sont morts, dont 4 enfants début janvier en Turquie, dont 3 d’une même fratrie). (dans une interview au journal Jeune Afrique, le 13 août 2006).
Des mesures administratives (arrêtés, circulaires) sont prises pour gérer les questions de grippe aviaire et chasse.
20 septembre 2006 : Le gouvernement français a mis à jour son site internet sur la préparation des entreprises privées et publiques et des collectivités (écoles…) à une pandémie avec 5 pages synthétiques introduisant les fiches récemment éditées. Les scénarios de mortalité restent les mêmes, mais des précisions sont données sur les scénarios d'absentéisme à prévoir.
Mercredi 24 janvier 2007 : Une proposition de loi a été présentée mardi 23 janvier 2006 au Sénat pour créer Un corps de réserve de 10 000 membres, dont professionnels de la santé en formation, actifs ou retraités en France. Ceci fait suite aux conclusions tirées des préparations à une grippe pandémique, de la canicule de 2003 et de l’épidémie de chikungunya. Géré par un établissement public, il sera ouvert à d’autres personnes, hors du champ sanitaire. Ses membres pourraient être appelés jusqu’à 45 jours par an, leur salaire normal étant maintenu durant ce temps et pour le temps de formation nécessaire à leur travail. Ni licenciement, ni sanction ne pourront être prononcés à leur encontre.
L'employeur sera remboursé des rémunérations et cotisations sociales correspondant aux périodes de réserves, mais il ne pourra s'opposer à l'absence du réserviste, sauf en cas de nécessité inhérente à la poursuite de la production de biens et de services ou à la continuité du service public. Les retraités, sans emplois ou professions libérales et étudiants appelés pour ce service seront également rémunérés (« ou indemnisés ») pour leur temps de service.

#### Suisse
En Suisse, l'Office fédéral de la santé publique a préparé un « Plan suisse de pandémie Influenza » avec la stratégies et les mesures pour la préparation à une pandémie de grippe (la cinquième édition est publiée en 2018). Ce plan de crise et la loi sur les épidémies préfigurent l'action du gouvernement face à la pandémie de coronavirus de 2020.

### Amériques

#### États-Unis
Les CDC (Centers for Disease Control and Prevention, ou « centres de contrôle et de prévention des maladies ») ont publié dès 2005 une liste de check-list pour aider les familles, les collectivités, les états, les structures religieuses et les associations, les écoles, etc. à se préparer. C'est le seul pays à avoir publié si tôt de telles listes de conseils. Ailleurs par crainte d'affoler la population, ce type de démarche semble avoir été freinées ou réduites.
Des réunions ont été organisées dans chaque état, notamment pour tenir compte des leçons du désastre induit par le cyclone Katrina à la Nouvelle Orléans. Des budgets et des experts sont consacrés à l'aide internationale.
La grippe canine, maladie émergente aux États-Unis préoccupe certains experts.
6 et 7 juin 2006 : le ministère autrichien des affaires étrangères a accueilli à Vienne (Autriche) au nom de l’Europe une Conférence de plusieurs hauts responsables de pays adhérant au Partenariat international contre la grippe aviaire et la grippe pandémique, lancé par le président Bush en septembre 2005.
Les États-Unis, représentés par Paula Dobriansky, sous-secrétaire d'État à la démocratie et aux affaires internationales y ont annoncé 28 millions de dollars supplémentaires pour cette initiative d’aide aux pays pauvres touchés par le H5N1. Le total est donc porté à 360 millions de dollars.
Les États-Unis disent avoir aussi aidé la communication sur le virus dans 46 pays, l’aide au diagnostic et au suivi dans 25 pays, l’acquisition de matériel dans 34 pays. Des antiviraux ont été envoyés en Asie, et plus de 60 millions de dollars auraient été consacrés à en accroître les stocks. 36 millions de dollars ont été fournis à des organismes internationaux (OMS, FAO…) et 41 millions de dollars pour la recherche selon Mme Dobriansky qui se félicite des progrès faits au Viêt Nam et en Turquie… mais elle appelle les chefs de file à « encourager leurs homologues, tant dans leur pays qu'à l'étranger, à faire preuve de franchise lorsqu'il s'agit de divulguer des informations indispensables pour la mise en œuvre d'une riposte à l'échelle mondiale ».
21 août 2006 : La FAO a signé un accord de coopération avec le MERCOSUR pour la lutte contre la grippe aviaire. Les systèmes de surveillance sont renforcés au Nord.
Aux États-Unis, en 2006, de nombreux états et certaines grandes villes ont créé ou amélioré leurs plans contre une pandémie en suivant les conseils des CDC et avec des subventions fédérales.
Le 24 août 2006 (CIDRAP), les États-Unis sont le premier pays à rendre public leur outil de dépistage précoce et monitoring du H5N1 chez les oiseaux sauvages comprenant une base de données et une application Internet (intitulée HEDD), hébergé par l’USGS à Madison, Wisconsin. C’est un outil scientifique de partage d’information sur des lieux échantillonnés, les espèces étudiées et les résultats des tests, aux échelles des États et nationale.
C’est une réponse aux recommandations de l’ONU et aux attentes des scientifiques et du public. Les agences, organismes, et décisionnaires concernés ont accès à toute la base de données. Les scientifiques peuvent l’alimenter.
Le public a pour le moment accès à une carte de synthèse (nombre d'échantillons dans chaque état).

L’élément fédérateur du plan national de surveillance des oiseaux sauvages (de mars 2006) et un des éléments de la préparation des États-Unis à une pandémie grippale.
Cinq stratégies sont appliquées au dépistage précoce :
1. étude/tests sur oiseaux sauvages,
2. étude/tests sur oiseaux tués par les chasseurs
3. investigations sur les oiseaux sauvages trouvés malades ou morts.
4. Tests sur la volaille et les oiseaux domestiques
5. Analyses de fientes prélevées dans la nature.

Contenu :
9 590 échantillons d’oiseaux sauvages ont été entrés dans l’HEDDS. Aucun cas de H5N1 n'a été détecté.
Mi-août 2006, L’Alaska est super-prioritaire (9 327 oiseaux y ont été examinés en quelques mois, (contre 721 pour tout 2005), car c’est là qu’on attend les oiseaux venant d’Asie ou d’autres régions (ex URSS) ou le virus est présent ou suspecté. Le 9 août, l’effort de surveillance a été amplifié dans 48 autres états, à Hawaï, et dans plusieurs îles du Pacifique
75 000 à 100 000 échantillons son prévus en 2006 pour les oiseaux sauvages et 50 000 échantillons dans l’environnement (fientes)
Rem : les périodes de surveillances sont classées par années à partir du 1er avril (ex. : du 1er avril 2006 au 31 mars 2007 pour l’année de surveillance 2006)
Mardi 15 août 2006, le secrétaire US à la santé Michael Leavitt (du HHS, équivalent d'un ministère de la santé)) et le Gouverneur de l’État de New York, George E. Pataki signent une résolution de planification de la pandémie stipulant le détail des responsabilisé de l’État et du gouvernement (HHS). Pour cette 1re phase, l'État de New York a reçu $3 205 759 d’aide pour se préparer à une pandémie et la ville de New York a reçu 2 466 271 $ du HHS pour employer pour des activités de planification de pandémie. L’État de New York recevra encore $7 792 266 et la ville New York $5 799 926 Ces sommes sont fonction de la population.

#### Canada
Préparation des banques et du monde de la finance.

En 2006, l'Autorité des marchés financiers (AMF) - organisme de réglementation et d'encadrement du secteur financier du Québec - a publié un guide concernant la préparation des acteurs du monde de la Finance à une pandémie grippale. Il semble inspiré des guides publiés en 2005 par les CDC américain, mais affiné et adapté au secteur financier (banques, assureurs). Il produit des orientations et des scénarios, mais laisse à chaque institution financière une large marge de liberté pour les adapter et adapter ses réponses aux spécificités de l’entreprise.
L’autorité y postule qu’une pandémie aurait potentiellement un impact économique majeur, suivi d’un recouvrement rapide, avec une baisse de la demande due à un changement des modes de consommation et une plus grande aversion au risque de la part des investisseurs, avec moins de productivité…
Les effets varieraient selon les secteurs financiers : L’assurance de personnes et la réassurance d’assurance de personnes seraient les plus touchées, alors que l’industrie de l’assurance de dommages devrait l’être moins.
Il faut intégrer les dispositifs contraignants (ex : réduction des déplacements et des voyages) aux plans de continuité « qui doivent être adaptés aux particularités multiples de ce risque » (ex. : il faut maintenir des opérations critiques durant une période inconnue potentiellement longue, avec plusieurs vagues d’ampleur différente possibles. « Plusieurs vagues d’intensité variable, d’une durée approximative de six semaines. La durée globale de la pandémie pourrait être de 12 à 36 mois ». Le guide cite le ministère québécois de la santé qui retient une 1re vague probablement observée dans les 3 mois suivant l’émergence d’une nouvelle souche pandémique, possiblement suivie d’une seconde vaque (3 à 9 mois après). D’autres vagues pourraient suivre (d’une durée de quelques semaines à quelques mois). Ce plan se base sur 15 à 35 % de malades lors de la première vague.
L’Autorité financière demande aux entreprises financières :
- de faire des analyses de risque selon différents scénarios
- de partager leur savoir et savoir-faire sur les meilleurs pratiques face à ce type de risque
- de lui envoyer leurs commentaires sur l'impact d'une éventuelle pandémie
- de lui envoyer les coordonnées des personnes-ressources responsables de la préparation et de l'intervention en cas de pandémie.

La pandémie est un « global risk», complexe, avec des incertitudes nombreuses. L’Autorité invite donc à des analyses de scénarios. Elle propose de retenir la formulation d’hypothèses du Forum économique mondial (rapport Global Risks 2006), avec :
1. un scénario de base qui décrit l’évolution du risque par projection des tendances actuelles ;
2. un scénario pessimiste qui représente la pire des évolutions plausibles (ex virus type 1918).

Chaque scénario est à étudier pour 2 horizons différents :
- Horizon à court terme sur un an (l’année 2006) ;
- Horizon à long terme sur 10 ans (d’ici la fin de l’année 2015).

L’autorité demande d’envisager une pandémie touchant au moins 3 régions sur au moins 2 continents, et de considérer que les impacts socio-économiques seront de « grande ampleur géographique », et « favorisés par un niveau d’interconnexion élevé des marchés financiers et une interdépendance des systèmes économiques », ce qui est source de « risque systémique* » pour les institutions financières.
(* ici défini comme « Réaction en chaîne ou l’effet d’entraînement induit par l’incapacité d’une institution financière à honorer ses obligations de paiement en empêchant d’autres d’acquitter leurs propres obligations ou causant la défaillance de la chambre de compensation d’un système »)
Le risque est à estimer doublement :
- en termes de probabilité (pourcentage de la manifestation d’une pandémie) ;
- en termes de sévérité (appréciation des impacts de la pandémie).

Une analyse reposant sur 3 paramètres :
1. pertes en vies humaines,
2. impact économique
3. impact sur le taux de croissance du PIB global.

doit permettre d’associer un score à chaque niveau de sévérité
L’analyse rétrospective
Elle devrait idéalement précéder l’évaluation du risque opérationnel pour les institutions financières, mais on manque de données historiques chiffrées validées pouvant aider à la réflexion et à la modélisation.
1. L’autorité financière estime que les données disponibles sur la pandémie de 1918 (grippe espagnole) qui a tué 50 à 100 millions de terriens pour une population estimée à 1,75 milliard de personnes à l'époque (soit un taux de mortalité de 2,9 à 5,7 %) ne « sont pas d’une grande utilité, ne permettant pas des projections fiables (…) en raison d’un « changement contextuel considérable entre 1918 et nos jours ». (C'est une affirmation qui pourrait être discutée).
2. Le guide évoque à ce propos les progrès en matière de vaccins et les évolutions des marchés et systèmes économiques de plus en plus interdépendants depuis 1918-19.
3. Les pandémies de 1957 et de 1968 ont eu une faible ampleur et représentent un moindre niveau de risque que celui que pourrait avoir une prochaine pandémie.
4. Le SRAS a été modérément contagieux, mais « donne une certaine idée de l’impact économique et financier que pourrait avoir une pandémie sur nos systèmes modernes » (le Canada est un des pays les + touchés par le SRAS qui a été confiné dans la région de Toronto, mais « le système financier canadien n’a pas enregistré de pertes majeures à la suite de cette épidémie »

Effets indirects à intégrer dans la planification :
- Les services essentiels (transport, télécommunications, énergie…) pourraient être interrompus ;
- Les sous-traitants ou fournisseurs de services pourraient ne pas remplir leurs engagements en cas de pandémie (⇒ attention aux plans de continuité de ceux qui recourent à l’impartition) ;
- Les lieux de grande concentration humaine, dont écoles, crèches… pourraient être fermés ;
- Le réseau Internet pourrait être saturé (car privilégié pour réduire le contact entre personnes) ;
- Les déplacements pourraient être limités.

Les PCA prévus pour continuer l’activité en la déplaçant pourraient être inefficaces. Une pandémie affectera surtout les ressources humaines, et sans doute sur plusieurs continents. La propagation du virus pourrait être localement rapide, mais plus lente dans un pays ou dans le monde (3 à 4 mois par vague, pour une durée totale de 12 à 36 mois)
Les PCA doivent suivre les niveaux de propagation de la pandémie proposé par l’OMS. Divers scénarios d’ampleur, de durée et d’apparition et de fin de la pandémie doivent être étudiés. Les PCA devraient accorder une importance aux plans de relève pour la prise de décision. Les PCA devraient assurer un maintien des opérations critiques sur de longues périodes (la durée de la pandémie + la reprise), en retenant qu’il y aurait plusieurs vagues d’ampleur différente.
La sévérité des impacts financiers d’une pandémie dépendra du virus, mais aussi :
- des mesures de prévention mises en place par les gouvernements
- du niveau de préparation des compagnies.
- des progrès scientifiques (médicaments, vaccins).
- de l’impact psychologique que la pandémie et des réactions de la population et des employés, qui influeront sur le taux d’absentéisme.

Le secteur financier soit se préparer, avec un plan de continuité fiable et adapté, estimant les impacts de ce risque sur l’institution.
L’Autorité demande aux institutions financières sous sa supervision, de s’inspirer des éléments de ce document pour développer leurs propres approches. L’objectif principal est de se préparer efficacement à toutes les éventualités, peu importe le degré de sévérité de la pandémie de grippe, conclut le Guide.
- Vendredi 11 août 2006 - Les ministères de l'Agriculture (MAPAQ), avec ses partenaires, dont le ministère des Ressources naturelles et de la Faune (MRNF) et Services Québec met en service un central téléphonique de signalement pour recevoir tout renseignements de la part de citoyens sur des mortalités anormales d’oiseaux sauvages ou domestiques trouvés morts. Le service (1 800 363-1363) répondra aussi aux questions du public (ouvert de 8 h 30 à 16 h 30).

Printemps 2007 : une troisième enquête annuelle sur l'influenza aviaire des oiseaux sauvages est prévue pour l’été et l’automne 2007, avec échantillonnage prévu de 16 000 oiseaux vivants au printemps, ainsi que d’oiseaux morts toute l’année.

### Pandémie àvirus A(H1N1)

#### Plan de vaccination de l'automne 2009 en France
Dans une circulaire du 21 août destinée aux préfets, les ministres de l’intérieur et de la santé ont précisé le plan de vaccination débutant le 28 septembre qu’ils qualifient de « réponse sanitaire évolutive exceptionnelle ». Il y est indiqué que le gouvernement a « commandé des doses de vaccins, afin d'être en mesure de proposer, si cela s'avérait nécessaire, à l'ensemble de la population une couverture vaccinale contre le nouveau virus ».
Le vaccin a initialement été prévu pour être administré en deux doses (du même laboratoire), espacées au minimum de 21 jours. Sur les recommandations de l'Agence européenne du médicament, la ministre de la Santé Roselyne Bachelot a, dans un premier temps, adopté ce protocole de vaccination.
Depuis le 26 novembre, une seule injection est désormais effectuée, sauf pour les enfants de moins de 9 ans pour lesquels 2 injections sont toujours recommandées. 1080 centres sont prévus en France.
Le syndicat des infirmiers SNPI CFE-CGC estime qu’une vaccination massive contre un virus grippal relativement bénin, présente des risques, du fait d’un vaccin développé trop rapidement, et d’un adjuvant susceptible de déclencher des maladies auto-immunes.
Selon le communiqué du syndicat, le vaccin H1N1 contient 10 fois moins d’antigène afin d'en accélérer la production grâce à la présence de l’adjuvant AS03 (amplificateur d’effet composé de squalène et de polysorbate). Cet adjuvant n’ayant jamais été utilisé auparavant dans un vaccin pourrait déclencher des réactions immunitaires et en particulier augmenter le risque d’effets secondaires graves, comme le syndrome de Guillain-Barré.

## Projet de traité mondial
Il existe un Règlement sanitaire international, juridiquement contraignant en matière de prévention, de préparation et de réponse aux pandémies, mais de nombreux pays, pour diverses raisons ne s'y conforment pas.
Le 31 mai 2021, lors de l'Assemblée mondiale de la santé, les 194 membres de l'OMS ont adopté la décision d'examiner un nouveau traité international sur les pandémies lors d'une session extraordinaire qui débutera le 29 novembre 2021, et le 1er décembre 2021, les 194 membres de l'Organisation mondiale de la santé (OMS) se sont mis d'accord pour lancer l'élaboration et la négociation d'une convention, d'un accord ou d'un autre instrument international, en vertu de la constitution de l'OMS, afin de renforcer la prévention des pandémies et la préparation et la réaction à celles‑ci.
Un organe intergouvernemental de négociation a été constitué pour travailler sur les négociations, avec le projet de finaliser un traité en 2025. Parallèlement, les gouvernements travailent à des projets d'amendements du règlement sanitaire international.
L'OMS, depuis 2021, avec ses partenaires, prépare un accord international sur la prévention des pandémies et la préparation à celles‑ci. Il doit notamment améliorer la coordination internationale en santé publique, afin de mieux préparer le monde aux prochaines pandémies. Les négociations en cours doivent finaliser un texte visant à :
1. améliorer la surveillance et l'alerte précoce des épidémies ;
2. renforcer la collaboration internationale en matière de recherche et développement de vaccins et de traitements ;
3. accroître l'équité dans l'accès aux outils de santé publique ;
4. soutenir les systèmes de santé nationaux et la gouvernance sanitaire mondiale.

Ce traité est âprement discuté,, ; les débats entre négociateurs des Etats-membres portent notamment sur le partage des données (données de santé et séquences d'organismes pathogènes notamment) ; sur le financement de la préparation aux pandémies et sa répartition, sur les aspects éthiques du traité, ou encore sur le rôle de l'OMS dans la coordination de la réponse aux pandémies.
Le Conseil de l'Europe a adopté (20 mai 2021) une décision soutenant l'ouverture de négociations pour un accord international sur la lutte contre les pandémies dans le cadre de l'OMS. Il devra notamment améliorer « la détection précoce et la prévention des pandémies ; la résilience face à de futures pandémies ; la réaction à d'éventuelles futures pandémies, notamment en assurant un accès universel et équitable à des solutions médicales, telles que les vaccins, les médicaments et les diagnostics ; le renforcement du cadre international en matière de santé, l'OMS jouant le rôle d'autorité de coordination en ce qui concerne les questions sanitaires mondiales », en s'appuyant sur le concept "Une seule santé". En mars 2022, le Conseil a donné son feu vert à l'ouverture de négociations pour un traité international sur les pandémies 
Le  G7 a également soutenu cette proposition, dans une déclaration du 19 février 2021.